# شركة غيتواي
شركة غيتواي أو غيتواي 2000 كما عُرفت من قبل، كانت شركة أمريكية تأسست عام 1985 على يد تيد ويت ومايك هاموند، وتخصصت في مجال صناعة الإلكترونيات والمنتجات التقنية، وكان مقرها الرئيسي يقع في ولايتي آيوا وداكوتا الجنوبية.
عملت الشركة منذ تأسيسها على دعم وتصنيع وتسويق وتطوير مجموعة واسعة من أجهزة الحواسب الشخصية والشاشات الحاسوبية والخوادم وملحقات الحاسوب. وقد بلغ عدد موظفي الشركة في عام 2000 ما يقرب من 25000 موظف في جميع أنحاء العالم. ولكن بعد فترة ركود استمرت سبع سنوات، تخللها الاستحواذ على شركة تصنيع أجهزة الحواسب المنافسة إي ماشينز في عام 2004 والتوحيد الهائل لأقسام الشركة المختلفة في محاولة للحد من الخسائر واستعادة حصة السوق، استحوذت شركة الأجهزة والإلكترونيات التايوانية إيسر على شركة غيتواي في أكتوبر (تشرين الاول) 2007 مقابل 710 مليون دولار أمريكي.

## التاريخ
تأسست شركة غيتواي تحت اسم «تي آي بي إس نتوورك» على يد تيد ويت ومايك هاموند في سبتمبر (أيلول) 1985. كان تيد ويت هو المؤسس الرئيسي للشركة؛ وانضم إليه لاحقًا شقيقه الأكبر نورمان ويت الابن. كان تيد ويت قبل تأسيسه للشركة، يعيش في مزرعة ماشية تمتلكها عائلته في مدينة سيوكس سيتي بولاية آيوا بعد أن ترك دراسته الجامعية للعمل في المزرعة، ثم حصل تيد ويت في وقت لاحق على وظيفة في متجر لأجهزة الحواسيب في مدينة دي موين بولاية آيوا. وبعد تسعة أشهر من الخبرة التي اكتسبها في العمل، خطرت لتيد فكرة إنشاء شركته الخاصة لإعادة بيع أجهزة الحواسب، والتي سمحت له بالبيع لعملاء متخصصين يحتاجون إلى أنظمة متوسطة تقع بين الفئتين الدنيا والعليا من سوق أجهزة الحواسب الشخصية، فغالبا ما كانت أجهزة هاتين الفئتين إما محدودة للغاية من حيث السرعة وسعة الذاكرة والإمكانيات أو باهظة الثمن مع تمتعها بميزات متطورة نادرة الاستخدام..  كما وجد تيد ويت أن مندوبي المبيعات المتعلمين يمكنهم بيع أجهزة الحواسب للعملاء بنجاح وبالكامل عبر الهاتف فقط، مما أوحى له بفكرة إمكانية التخلص من بعض النفقات العامة طالما أن هناك إدارة قوية تحقق مبيعات عن بعد وكتالوج مثير للإعجاب. كان تيد ويت في ذلك الوقت يمر بضائقة مالية، فحصل على قرض بقيمة 10000 دولار أمريكي من جدته ميلدريد سميث واتخذ من الطابق العلوي الفارغ في شركة والده المتهالكة لتجارة الماشية مقرًا لشركته الوليدة. وسرعان ما انضم مايك هاموند إلى زميله تيد ويت للعمل معه بعد أن دربه تيد ويت على العمل كبائع لأجهزة الحواسيب. كانت أولى منتجات مرحلة ما بعد الاندماج عبارة عن برامج وملحقات لجهاز الحاسوب المنزلي التابع للعلامة التجارية تكساس إنسترومنتس، والتي أعلن عنها في العديد من مجلات علوم الحاسب. كان عمل شركة تي آي بي إس نتوورك قد توقف بالفعل في العام السابق، وأصبح نهجا قديمًا بحلول عام 1985، ثم فرضت شركة تي آي بي إس نتوورك على عملائها الأوائل دفع رسوم اشتراك بلغت حوالي 20 دولارًا أمريكيًا، وذلك لتوفير المزيد من رأس المال التأسيسي للشركة. وبفضل انخفاض تكاليف منتجاتها بشكل كبير، حققت الشركة مبيعات وصلت إلى 100,000 دولار أمريكي خلال الأشهر الأربعة الأولى، متفوقة على العديد من منافسيها في قطاع ما بعد البيع. وفي أوائل عام 1986، عُيّن نورمان ويت، شقيق تيد ويت، مستشارًا ماليًا للشركة نظير امتلاك حصة من الشركة.  في ذلك العام، بدأت الشركة في بيع أجهزة الحواسب المجمعة يدويًا محليًا على أساس تجريبي. وبحلول نهاية عام 1986، كانت الشركة قد غيرت اسمها من تي آي بي إس نتوورك إلى غيتواي 2000، وحققت إيرادات بلغت مليون دولار أمريكي شكلت منها عائدات بيع أنظمة الحواسب التجريبية الكاملة جزءًا صغيرا فقط.
بدأت شركة غيتواي 2000 في إنتاج أنظمة حاسوب متوافقة مع جهاز الحاسوب الشخصي الخاص بشركة أي بي إم، والذي حقق نجاحًا باهراً في منتصف عام 1987، بعد أن أعلنت شركة تكساس إنسترومنتس عن برنامج خصم يسمح للعملاء باستبدال أنظمة الحاسوب المنزلية القديمة الخاصة بهم، بما فيها أنظمة حواسب تي آبي بي سي، والحصول على أنظمة تكساس إنسترومنتس المتوافقة مع أجهزة الحاسوب الشخصية. وشعورًا منها بإمكانية تقديم مثل هذه الحواسيب بنصف التكلفة، أصدرت غيتواي 2000 نظامًا متوافقًا تمامًا مع أجهزة الحاسوب الشخصية مزودًا بمحركي أقراص مرنة مقاس 5.25 بوصة، وذاكرة وصول عشوائي كبيرة، وشاشة ملونة، ولوحة مفاتيح ليباع بسعر 1995 دولارًا أمريكيًا من خلال الطلب عبر البريد. حقق هذا النظام نجاحًا كبيرا لشركة غيتواي 2000، حيث ارتفعت إيرادات الشركة من 1.5 مليون دولار أمريكي في عام 1987 إلى 12 مليون دولار أمريكي في عام 1988.
اعتمدت شركة غيتواي 2000 في تجميع أولى أنظمة الحوسبة الخاصة بها على قطع غيار استوردتها من شركات أخرى للطلب عبر البريد. وبدلاً من توظيف المزيد من مهندسي الحواسب والمصممين الصناعيين لابتكار هذه المنتجات، اعتمدت الشركة على حدس تيد ويت فيما قد يُقدّره العملاء، فبحسب ما ذكرته الشركة، اعتمدت القاعدة الأولية لعملاء الشركة على عامل السعر فقط ونادرًا ما تقدم العملاء بطلبات لشراء قطع غيار الصيانة أو الدعم الفني المعقد. ولهذا السبب، حافظت غيتواي 2000 على نفقات عامة ضئيلة، وتمكنت من تسعير منتجاتها بأقل من أسعار المنافسين.
وفي عام 1988، نقلت شركة غيتواي 2000 مقرها الرئيسي من مزرعة عائلة تيد ويت إلى مبنى بورصة الماشية الذي تبلغ مساحته 5000 قدم مربع في وسط مدينة سيوكس سيتي، وهو المقر الذي كلف الشركة دفع 350 دولارًا أمريكيًا شهريًا كإيجار.  كما أطلقت الشركة في نفس العام أولى حملاتها الإعلانية الرئيسية، حيث نشرت إعلانًا على صفحة كاملة في مجلات الحاسوب لأول مرة للإعلان عن الشركة ومنتجاتها، مع التركيز بشكل خاص على تكلفتها المنخفضة وجذور الشركة التي تعود إلى منطقة وسط غرب الولايات المتحدة الأمريكية حيث تضمنت الحملة الدعائية لمنتجات الشركة شعارًا يقول «أجهزة حواسب من أيوا». وقد لامس هذا الشعار وترًا حساسًا لدى الناس في تلك الفترة. مولت شركة غيتواي 2000 هذه الحملة الإعلانية بنحو 2.5 بالمائة من إيرادات الشركة، ومع هذا فقد جاءت الحملة الإعلانية بنتائج ناجحة للغاية، إذ حققت الشركة صافي مبيعات بقيمة بلغت 70.6 مليون دولار في عام 1989.

### خلال العقد 1990

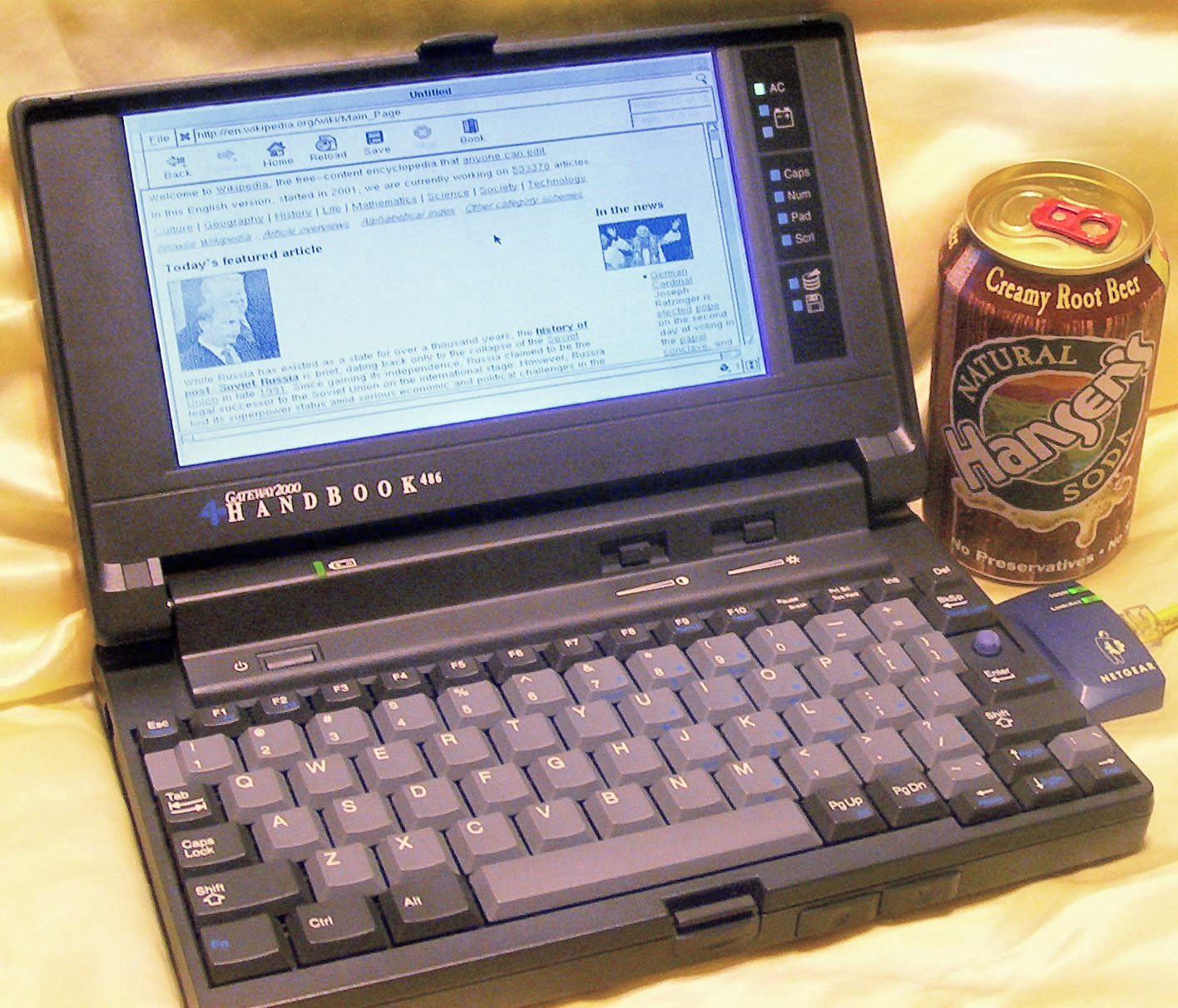
حاسوب هانبوك المحمول الذي صنعته شركة غيتواي عام 1992

وفي يناير (كانون الثاني) 1990، نقلت شركة غيتواي 2000 مقرها الرئيسي من ولاية آيوا إلى مدينة نورث سيوكس سيتي بولاية داكوتا الجنوبية، وذلك بهدف الاستفادة من انخفاض ضرائب الدخل في الولاية. ووسّعت الشركة حملتها الإعلانية في ذلك العام، حيث نشرت عددًا من الدعايات الفكاهية بالصحف والمجلات بحجم نصف صفحة وصفحة كاملة، والتي أظهرت موظفي الشرك بما فيهم تيد ويت نفسه وهم يعملون في بيئات رعوية. صوّرت هذه الدعايات في استوديو محلي، ورسخت الشركة من خلالها الطابع الرعوي الخاص بها، ووسعت نطاقه ليشمل حاويات الشحن الخاصة بها، والتي كانت عبارة عن صناديق بيضاء اللون ببقع سوداء لكي تذكر العملاء بأبقار منطقة هولشتاين، وقد ساعدها هذا التصميم أحادي اللون أيضًا على خفض التكاليف.
حققت شركة غيتواي 2000 إيرادات بلغت 275 مليون دولارا أمريكيا بحلول نهاية عام 1990.  وبسبب النمو المتزايد للشركة، استعان تيد ويت وهاموند بشركة محاسبة عامة إلى جانب ستة مديرين تنفيذيين من شركات تصنيع أجهزة حواسب منافسة لتخطيط نمو الشركة. واستعان هؤلاء المدراء التنفيذيون بدورهم بخمسة موظفين لإنشاء عدد من الأقسام لتعزيز الابتكار داخل الشركة، مثل قسم التسويق، كما استعانوا بمجموعة مخصصة لاستكشاف التقنيات الجديدة تضم عشرين موظفًا، ومجموعة عمل مكونة من عشرة مدراء تنفيذيين بحيث يجتمع بهم تيد ويت كل أسبوعين، ومجموعة خارطة الطريق لتقييم تطوير المنتجات وخيارات العلامات التجارية، وعيّنت الشركة أيضًا مسؤلًا إعلاميًا لإدارة حملات الشركة الإعلانية واتصالاتها مع المجلات وشركات الإعلام الأخرى.
وفي صيف عام 1991، قامت شركة غيتواي 2000 ببناء مصنع تصنيع بمساحة 44000 قدم مربع على الطريق المؤدي إلى مقرها الرئيسي في شمال مدينة سيوكس سيتي، وكان من المتوقع أن يزيد إنتاجها التصنيعي بنسبة 30%. في ذلك العام، وسّعت الشركة أيضًا قنوات وكلائها لكي تتجاوز المشترين الأفراد ولتشمل قائمة عملائها الشركات. وقد قدمت غيتواي 2000 لعملائها من الشركات برامج تدريبية، ومطبوعات لاستكشاف الأخطاء وإصلاحها، ووفرت لهم خدمة عملاء أكثر صرامة. وعلى الرغم من كونها لا تزال شركة خاصة في تلك المرحلة، اختارت غيتواي 2000 إصدار تقارير النتائج المالية للشركة بصورة ربع سنوية والكشف عنها من خلال البيانات الصحفية من أجل تعزيز شرعيتها وكفاءتها بين المشترين من الشركات.  وبحلول نهاية عام 1991، كانت غيتواي 2000 قد حققت مبيعات سنوية بقيمة 626 مليون دولارًا أمريكيا.
وعلى الرغم من إضافة أقسام البحث والتطوير في عام 1991، اعترفت شركة غيتواي 2000 بتخلفها عن منافسيها من حيث الابتكار. وفي محاولة للحاق بالركب، بدأت غيتواي 2000 في تقسيم تسويقها لجذب العملاء ذوي الاحتياجات الخاصة التي تتجاوز مسألة القيمة والسعر. فعلى سبيل المثال، بدأت الشركة في تقديم أجهزة الحواسب المكتبية الخاصة بها مزودة بلوحة مفاتيح إنيكي، وهي لوحة مفاتيح مكونة من 124 مفتاح بينها مفاتيح ماكرو متقدمة مخصصة للمستخدمين المحترفين والمبرمجين. وفي عام 1992، أصدرت الشركة جهاز الحاسوب المحمول هاندبوك، وهو حاسوب محمول فرعي خفيف الوزن يستهدف سوق المديرين التنفيذيين. وفي نهاية عام 1992، وظفت الشركة 200 شخص في أقسام الدعم والمبيعات، مما زاد إجمالي عدد الموظفين في الشركة إلى 1700 موظفا.  وبحلول نهاية عام 1992، بلغت مبيعات شركة غيتواي 2000 1.1 مليار دولارا أمريكيا، وتمكنت الشركة من تجنب الخسائر خلال حرب الأسعار الشرسة التي بدأتها شركة كومباك خلال صيف عام 1992، لتصبح غيتواي 2000 هي الشركة الرائدة في مجال بيع أجهزة الحاسوب عن طريق البريد في الولايات المتحدة الأمريكية.
كشفت شركة غيتواي 2000 عن أول انخفاض في إيراداتها في الربع الثاني من عام 1993، والذي عزته إلى حدوث مشكلات في مراقبة الجودة أبلغ عنها خلال الربع الأخير من عام 1992، والذي شهد ركود قائمة من منتجات الشركة. ولعلاج هذه المشكلات، أصدرت الشركة جهاز حاسوب محمول مزود بشاشة عرض إل سي دي ملونة بمصفوفة سلبية، وحاسوب محمول فرعي أحدث. ولتفادي تفوق الشركات المنافسة في سوق بيع أجهزة الحواسب عبر البريد مثل ديل وآي بي إم، بدأت غيتواي 2000 في توسعة أنشطتها خارج أسواق الولايات المتحدة الأمريكية، وخططت لزيادة مبيعاتها المؤسسية بحلول نهاية عام 1993، وهو ما دفع الشركة إلى إنشاء قسم مخصص لتسليم الحسابات الرئيسية، واستقطبت مسؤولًا تنفيذيًا من شركة آي بي إم لرئاسة هذا القسم، كما ضاعفت الشركة أعداد موظفو الدعم الفني لديها ليصل عدد موظفيها إلى أكثر من 400 موظف دعم فني، بحيث جعلت لكل عميل من عملائها من الشركات الكبرى مساعد دعم فني مخصص. وفي أكتوبر (تشرين الأول) 1993، أنشأت شركة غيتواي 2000 فرعًا أوروبيًا لها في مدينة دبلن بأيرلندا، والذي يضم قائمة كاملة من الأقسام، بما في ذلك أقسام التصنيع والمبيعات والتسويق والدعم الفني.
وللتعويض عن التكلفة الأعلى من المتوقع لزيادة مبيعاتها المؤسسية والتوسع في أوروبا، أعلنت شركة غيتواي 2000 عن خططها لطرح جزء من أسهمها في اكتتاب عام في أكتوبر (تشرين الأول) 1993. ومع طرحها العام الأولي في ديسمبر (كانون الأول) 1993، جمعت الشركة 163.5 مليون دولار من خلال بيع 10.9 مليون سهم. مثلت هذه الأسهم حصة بلغت حوالي 15 في المائة من أسهم الشركة؛ واحتفظ تيد ويت بملكية 85% المتبقية من شركة غيتواي 2000، وساهمت هذه الأسهم المباعة إلى جانب تمويل المبادرتين المذكورتين، في ضخ رأس مال للشركة على نحو سمح لها بتوسيع قائمة منتجاتها لتشمل أجهزة الشبكات مثل مودم الفاكس، والأجهزة الطرفية مثل الطابعات، إلى جانب منتجات برمجية متنوعة.  وبحلول نهاية عام 1994، كانت الشركة قد وظفت 5000 موظفًا وحققت إيرادات بلغت 2.7 مليار دولارا أمريكيا.